# 聖母無原罪主教座堂 (阿爾蓋羅)

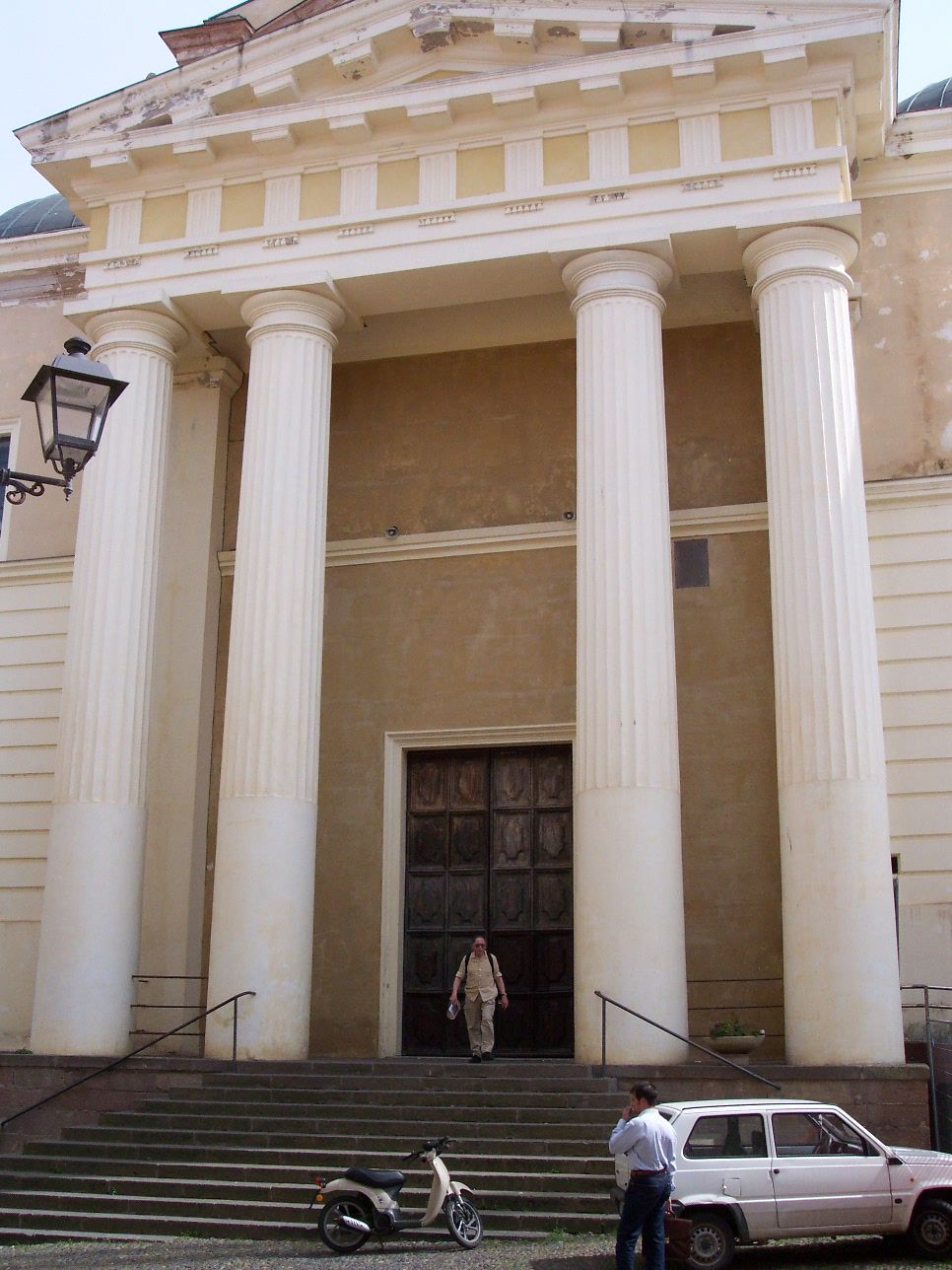
19世纪 新古典主义大门

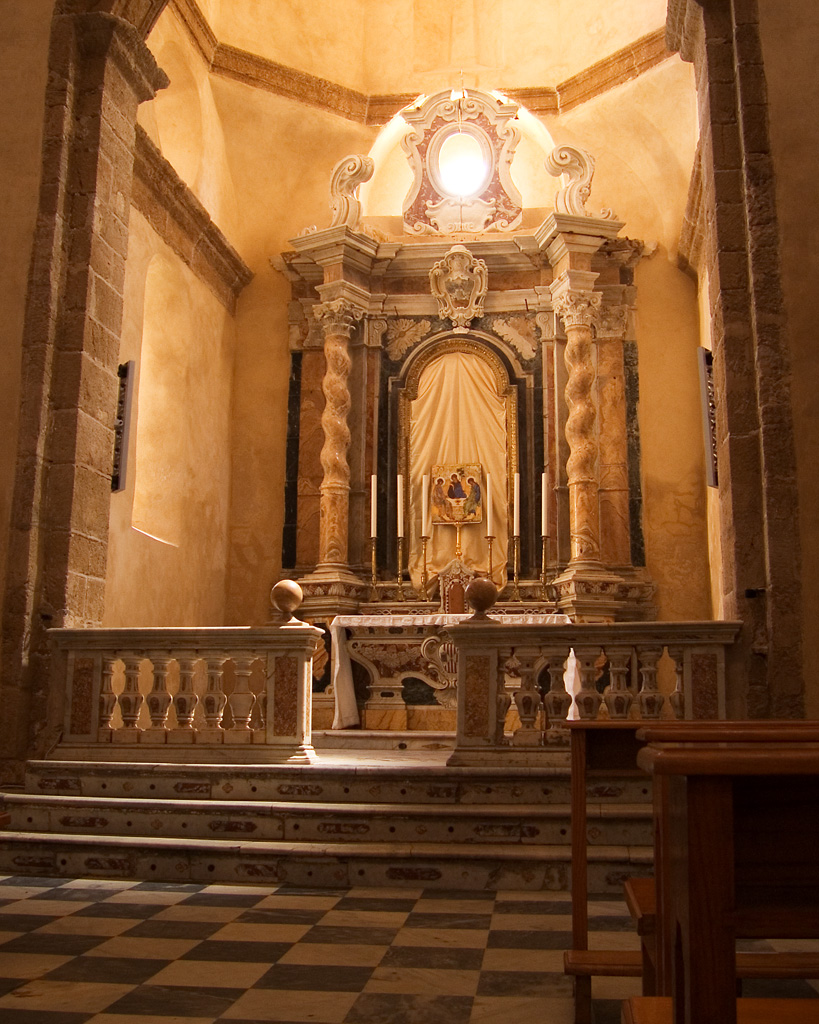
祭台

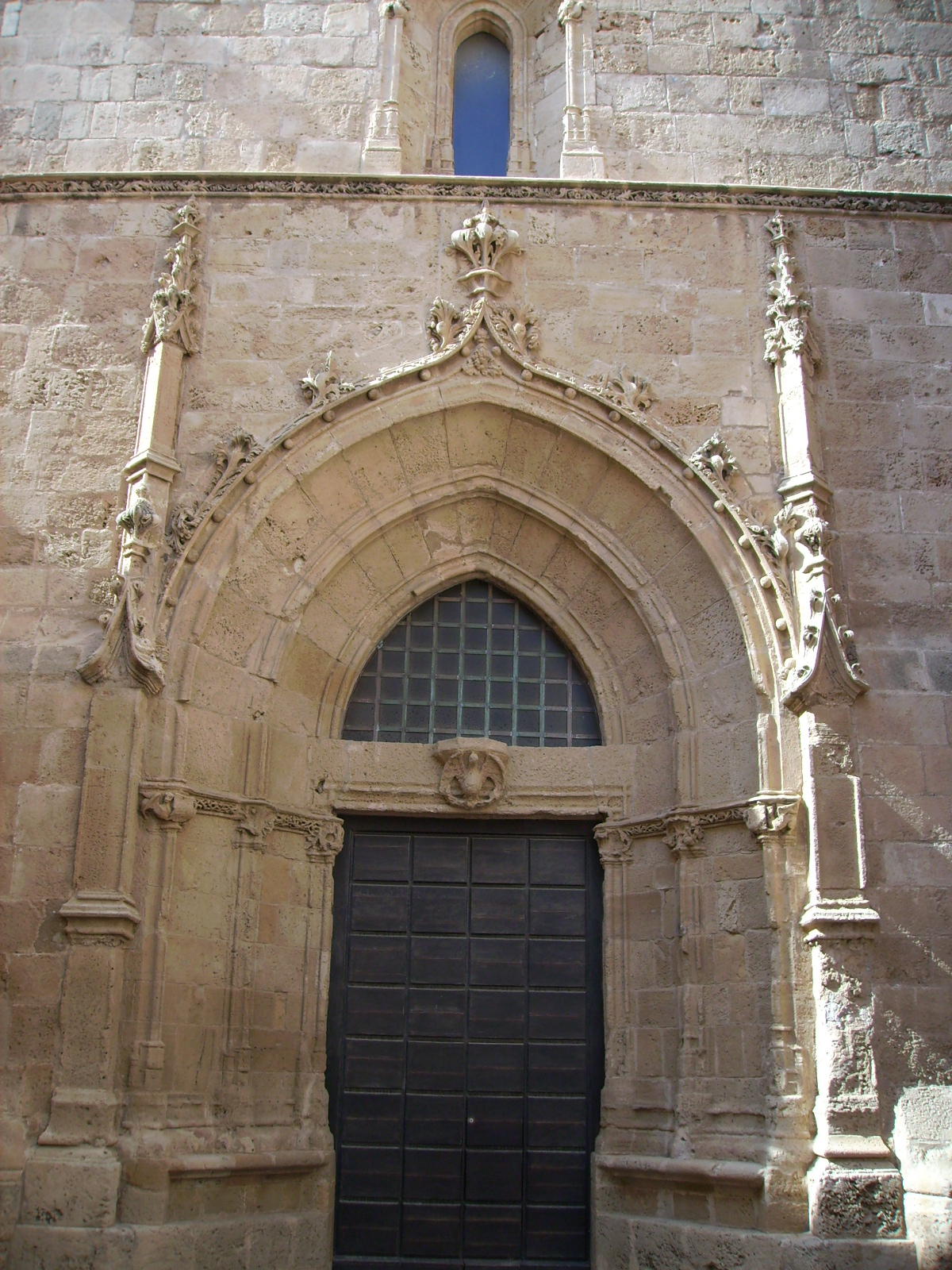
原来的哥特式入口

阿尔盖罗圣母无原罪主教座堂（義大利語：Duomo di Alghero, Cattedrale di Santa Maria Immacolata）是一座罗马天主教的主教座堂，位于意大利撒丁岛萨萨里省城市阿尔盖罗。从1503年到1986年它是阿尔盖罗教区的主教座堂，从1986年起为天主教阿尔盖罗-博萨教区的主教座堂。
1503年，阿尔盖罗成为主教驻地。但是主教座堂的建造工程开始于1530年代。1593年开放，直到1730年才建成祝圣。该堂是意大利蒙菲拉托公爵（1762-1799）和阿斯蒂伯爵（1766-1802）兄弟的墓葬所在，他们都因罹患疟疾而在该岛去世。 
该堂原为加泰罗尼亚-哥特式风格，在五个小圣堂仍可见到。但是中殿和侧廊为晚期文艺复兴风格。在19世纪西立面增建了新古典主义大门，戏剧性地改变了外观。